# Guillaume Peltier
Guillaume Peltier (Parigi, 27 agosto 1976) è un politico francese.

## Formazione
Laureato in storia presso l'Università di Parigi-Sorbona nel 1998 , ha conseguito il certificato di abilitazione all'insegnamento secondario (CAPES) nel 1999. Ha lavorato come insegnante di storia e geografia nelle scuole di Joinville ed Épernay. Nel 2008 ha avviato la propria attività, gestendo una società di servizi di comunicazione. Ha inoltre tenuto corsi di comunicazione e consulenza politica presso l'Università di Orléans.

## Carriera politica
Ex membro del Front National (FN) ed ex leader della sua sezione giovanile, ha guidato La Destra Forte, una fazione populista di destra dell'Unione per un Movimento Popolare (UMP), partito da cui in seguito si sono evoluti I Repubblicani (LR). Peltier è stato uno dei fondatori del gruppo studentesco antiabortista Jeunesse Action Chrétienté.
Nel 2014 è stato eletto sindaco di Neung-sur-Beuvron e presidente della Communauté de Communes de la Sologne des Etangs.
Nel 2017 è stato eletto all'Assemblea nazionale nella seconda circoscrizione del Loir-et-Cher.
Il 9 gennaio 2022, Peltier si è unito a Reconquête (R!). Diventato il vice del leader del partito Éric Zemmour, ha sostenuto la campagna di questi alle elezioni presidenziali del 2022. Zemmour ha dichiarato che l'adesione di Peltier al partito gli avrebbe permesso di aumentare notevolmente il suo accesso alle strutture politiche locali. In precedenza, Peltier è stato portavoce (2016-2017) e vicepresidente (2019-2021) dei Repubblicani (LR). Nelle elezioni legislative in Francia del 2022 ha perso il suo seggio dopo essere stato eliminato al primo turno.